# Ситомля (деревня)
Ситомля — деревня в Цвылёвском сельском поселении Тихвинского района Ленинградской области.

## История
Усадище Сетомля упоминается в переписи 1710 года в Воскресенском Лепенском погосте Заонежской половины Обонежской пятины.
Как деревня Ситомля она обозначена на карте Новгородского наместничества 1792 года А. М. Вильбрехта.
Деревня Ситомля упоминается на «Специальной карте западной части России» Ф. Ф. Шуберта 1844 года.

СИТОМЛЯ — деревня Ругуйского общества, прихода села Ругуй. Река Ситомля.

Крестьянских дворов — 10. Строений — 15, в том числе жилых — 12.

Число жителей по семейным спискам 1879 г.: 19 м. п., 24 ж. п.; по приходским сведениям 1879 г.: 29 м. п., 36 ж. п.

При ней 2 усадьбы: Строений — 10, в том числе жилых — 3. Число жителей по приходским сведениям 1879 г.: 3 м. п., 3 ж. п.

ФЕДЬКОВО — деревня Ругуйского общества, прихода села Ругуй. Река Ситомля.

Крестьянских дворов — 3. Строений — 4, в том числе жилых — 3. 

Число жителей по семейным спискам 1879 г.: 7 м. п., 8 ж. п.; Смежна с деревней Ситомля

Сборник Центрального статистического комитета описывал её так:

СИТОШНЯ (ФЕДЬКОВА) — деревня бывшая владельческая при реке Ситомле, дворов — 13, жителей — 68; Часовня, лавка, постоялый двор, земская почтовая станция. (1885 год)

В конце XIX века деревня административно относилась к Васильковской волости 1-го стана, в начале XX века — к Васильковской волости 3-го земского участка 4-го стана Тихвинского уезда Новгородской губернии.

СИТОМЛЯ (СИТОМЛЯ-ФЕДЬКОВО) — деревня Ругуйского общества, дворов — 13, жилых домов — 21, число жителей: 56 м. п., 56 ж. п. 

Занятия жителей — земледелие, лесные заработки. Тихвинский тракт. Часовня, мелочная лавка. (1910 год)

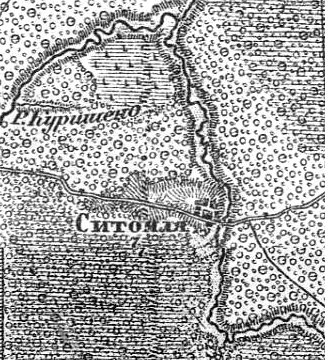
Деревня Ситомля на карте 1913 года

Согласно карте Петроградской и Новгородской губерний 1913 года деревня Ситомля насчитывала 7 крестьянских дворов.
С 1917 по 1918 год деревня Ситомля входила в состав Васильковской волости Тихвинского уезда Новгородской губернии. 
С 1918 года в составе Череповецкой губернии.
С 1927 года в составе Ругуйского сельсовета Тихвинского района.
В 1928 году население деревни Ситомля составляло 128 человек.
Согласно карте Ленинградской области Северо-западного аэрогеодезического треста ГГУ издания 1932 года деревня насчитывала 16 крестьянских дворов.
По данным 1933 года деревня Ситомля входила в состав Ругуйского сельсовета.
В 1958 году население деревни Ситомля составляло 125 человек.
По данным 1966 и 1973 годов деревня Ситомля также входила в состав Ругуйского сельсовета.
По данным 1990 года деревня Ситомля входила в состав Липногорского сельсовета.
В 1997 году в деревне Ситомля Липногорской волости проживали 30 человек, в 2002 году — также 30 (русские — 97 %).
В 2007 году в деревне Ситомля Цвылёвского СП проживали 23 человека, в 2010 году — 24.

## География
Деревня расположена в юго-западной части района на автодороге 41К-894 (подъезд к дер. Ситомля).
Расстояние до административного центра поселения — 25 км.
Расстояние до ближайшей железнодорожной платформы Разъезд № 3 — 12 км.
Через деревню протекает река Ситомля.

## Демография
| 1879 | 1885 | 1910 | 1928 | 1958 | 1997 | 2002 |
| ---- | ---- | ---- | ---- | ---- | ---- | ---- |
| 58   | ↗68  | ↗112 | ↗128 | ↘125 | ↘30  | →30  |
| 2007 | 2010 | 2017 |      |      |      |      |
| ↘23  | ↗24  | →24  |      |      |      |      |

### Национальный состав
Согласно данным Всероссийской переписи населения 2021 года в деревне проживали 13 человек, все русские.

## Улицы
Хвойная.